# Parabuthus calvus
Espèce
Parabuthus calvus est une espèce de scorpions de la famille des Buthidae.

## Distribution
Cette espèce est endémique d'Afrique du Sud. Elle se rencontre dans les provinces du Cap-du-Nord et du Cap-Occidental.

## Description
Le mâle holotype mesure 63 mm.

## Publication originale
- Purcell, 1898 : « Descriptions of new South African scorpions in the collection of the South African Museum. » Annals of the South African Museum, vol. 1, p. 1–32 (texte intégral).